# Glauco Mirko Laurelli
Glauco Mirko Laurelli (São Paulo, 3 de junho de 1930 — São Paulo, 11 de dezembro de 2013) foi um roteirista, escritor e diretor de cinema brasileiro.
Dirigiu grandes sucessos de bilheteria do cinema brasileiro, tais como O Vendedor de Linguiças, Casinha Pequenina, O Lamparina e Meu Japão Brasileiro para a PAM Filmes de Mazzaropi, além do musical A Moreninha.